# Comtat de la Cova
El Comtat de la Cova és un títol nobiliari concedit per privilegi reial de Carles II (Reial Decret de 22 d'agost de 1691 i Reial Despatx de 20 de maig de 1693) a Francesc de Villalonga i Fortuny, sobre la seva possessió del fideïcomís de la Cova a Manacor. Pel matrimoni de la seva filla passà als González de Castejón, i a partir d'aquí els comtes de la Cova no residirien a Mallorca. No gaire més tard passà als Silva, comtes de Cifuentes (i altres títols associats), i tot seguit als Queralt, comtes de Santa Coloma de Queralt (i altres títols associats).
La casa dels comtes de la Cova era situada al carrer del Sol de Palma, i és coneguda actualment com a Cal Comte de la Cova. Quan el títol passà a famílies peninsulars, els comtes deixaren de residir-hi, però a final del segle xix la casa encara era propietat seva, fins que la vengueren el segle xx. Actualment és la seu de l'Escola de Turisme de Balears.

## Comtes de la Cova

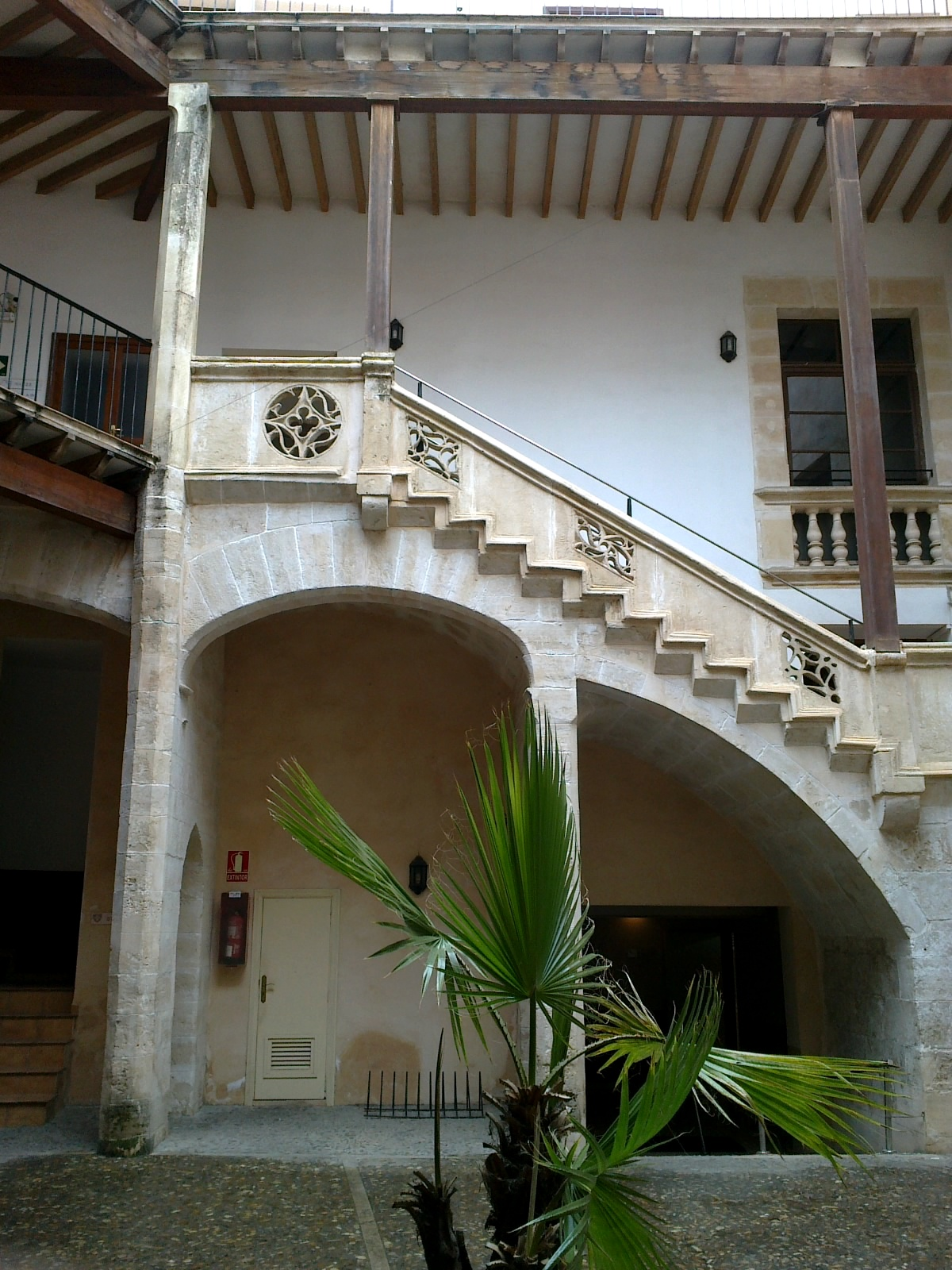
Escala del pati de Cal Comte de la Cova

Aquesta és la llista dels comtes de la Cova.
|      | Titular                                                            | Parentiu              | Període         |
| ---- | ------------------------------------------------------------------ | --------------------- | --------------- |
| I    | Francesc de Villalonga i Fortuny                                   | -                     | 1693-?          |
| II   | Jordi de Villalonga i Fortuny                                      | Germà de l'anterior   | ?-1740          |
| III  | Manuela de Villalonga i Velasco                                    | Filla del primer      | 1740-1754       |
| IV   | Vicente Manuel González de Castejón i de Villalonga                | Fill de l'anterior    | 1754-1783       |
| V    | José Joaquín González de Castejón i de Villalonga                  | Germà de l'anterior   | 1783-1792       |
| VI   | Fernando Julián de Silva i González de Castejón                    | Nebot dels anteriors  | 1792            |
| VII  | María Luisa de Silva y González de Castejón, comtessa de Cifuentes | germana de l'anterior | 1792-1803       |
| VIII | Joan Baptista de Queralt i de Silva, comte de Santa Coloma         | Fill de l'anterior    | 1803-1865       |
| IX   | Joan Baptista de Queralt i Bucarelli                               | Fill de l'anterior    | 1865-1873       |
| X    | Hipòlit de Queralt i Bernal de Quirós                              | Fill de l'anterior    | 1873-1877       |
| XI   | Enric de Queralt i Fernández-Maqueira                              | Fill de l'anterior    | 1877-1933       |
| XII  | Enric de Queralt i Gil Delgado                                     | Fill de l'anterior    | 1933-1992       |
| XIII | Maria Victòria de Queralt i Chávarri                               | Filla de l'anterior   | 1992-Actualment |